# Nivå, Danmark
Nivå är en ort i Fredensborg kommun i Danmark, vid järnvägen Kystbanen, ca 15 kilometer söder om Helsingör och 30 km norr om Köpenhamn, vid Nivåbukten. Orten ligger i Region Hovedstaden och har 8 024 invånare (2017). Orten har fått sitt namn efter ån Nive å, även kallad Nivåen. Namnet uttalas med långt i.
Nivå har varit känt för sina stora tegelbruk, bland andra Nivaagaard Teglværk, med världens äldsta bevarade ringugn. Vid Nivågård finns konstmuseet Nivaagaards Malerisamling.